# Nino Bule
Nino Bule (Čapljina, 19 marzo 1976) è un allenatore di calcio ed ex calciatore croato, di ruolo attaccante.

## Carriera

### Allenatore
Nel settembre 2020 entra a far parte dello staff tecnico dell'Osijek come assistente di Nenad Bjelica. Il 1º settembre 2022 rescinde consensualmente il contratto che lo legava ai Bijelo-Plavi.

## Statistiche

### Cronologia presenze e reti in nazionale
| Cronologia completa delle presenze e delle reti in nazionale ― Croazia | Cronologia completa delle presenze e delle reti in nazionale ― Croazia | Cronologia completa delle presenze e delle reti in nazionale ― Croazia | Cronologia completa delle presenze e delle reti in nazionale ― Croazia | Cronologia completa delle presenze e delle reti in nazionale ― Croazia | Cronologia completa delle presenze e delle reti in nazionale ― Croazia | Cronologia completa delle presenze e delle reti in nazionale ― Croazia | Cronologia completa delle presenze e delle reti in nazionale ― Croazia |
| Data                                                                   | Città                                                                  | In casa                                                                | Risultato                                                              | Ospiti                                                                 | Competizione                                                           | Reti                                                                   | Note                                                                   |
| ---------------------------------------------------------------------- | ---------------------------------------------------------------------- | ---------------------------------------------------------------------- | ---------------------------------------------------------------------- | ---------------------------------------------------------------------- | ---------------------------------------------------------------------- | ---------------------------------------------------------------------- | ---------------------------------------------------------------------- |
| 13-6-1999                                                              | Seul                                                                   | Croazia                                                                | 2 – 2                                                                  | Egitto                                                                 | Amichevole                                                             | -                                                                      | 73’ 90+3’                                                              |
| 20-11-2002                                                             | Timișoara                                                              | Romania                                                                | 0 – 1                                                                  | Croazia                                                                | Amichevole                                                             | -                                                                      | 90+5’                                                                  |
| 18-2-2004                                                              | Spalato                                                                | Croazia                                                                | 1 – 2                                                                  | Germania                                                               | Amichevole                                                             | -                                                                      | 68’                                                                    |
| Totale                                                                 |                                                                        | Presenze                                                               | 3                                                                      |                                                                        | Reti                                                                   | 0                                                                      |                                                                        |

| Cronologia completa delle presenze e delle reti in nazionale ― Croazia under 21 | Cronologia completa delle presenze e delle reti in nazionale ― Croazia under 21 | Cronologia completa delle presenze e delle reti in nazionale ― Croazia under 21 | Cronologia completa delle presenze e delle reti in nazionale ― Croazia under 21 | Cronologia completa delle presenze e delle reti in nazionale ― Croazia under 21 | Cronologia completa delle presenze e delle reti in nazionale ― Croazia under 21 | Cronologia completa delle presenze e delle reti in nazionale ― Croazia under 21 | Cronologia completa delle presenze e delle reti in nazionale ― Croazia under 21 |
| Data                                                                            | Città                                                                           | In casa                                                                         | Risultato                                                                       | Ospiti                                                                          | Competizione                                                                    | Reti                                                                            | Note                                                                            |
| ------------------------------------------------------------------------------- | ------------------------------------------------------------------------------- | ------------------------------------------------------------------------------- | ------------------------------------------------------------------------------- | ------------------------------------------------------------------------------- | ------------------------------------------------------------------------------- | ------------------------------------------------------------------------------- | ------------------------------------------------------------------------------- |
| 28-3-1997                                                                       | Sebenico                                                                        | Croazia under 21                                                                | 2 – 0                                                                           | Danimarca under 21                                                              | Qual. Europeo Under-21 1998                                                     | -                                                                               | 90+4’                                                                           |
| 5-9-1997                                                                        | Osijek                                                                          | Croazia under 21                                                                | 6 – 1                                                                           | Bosnia ed Erzegovina under 21                                                   | Qual. Europeo Under-21 1998                                                     | 2                                                                               | 67’                                                                             |
| 9-9-1997                                                                        | Køge                                                                            | Danimarca under 21                                                              | 1 – 0                                                                           | Croazia under 21                                                                | Qual. Europeo Under-21 1998                                                     | -                                                                               |                                                                                 |
| 12-10-1997                                                                      | Velenje                                                                         | Slovenia under 21                                                               | 1 – 2                                                                           | Croazia under 21                                                                | Qual. Europeo Under-21 1998                                                     | -                                                                               |                                                                                 |
| Totale                                                                          |                                                                                 | Presenze                                                                        | 4                                                                               |                                                                                 | Reti                                                                            | 2                                                                               |                                                                                 |

## Palmarès

### Club

#### Competizioni nazionali
- Coppa di Croazia: 1

Hajduk Spalato: 2002-2003
- Campionato croato: 1

Hajduk Spalato: 2003-2004